# 杠九
仙后座38，又名BD+69 102，HD 9021、SAO 4422、HR 427，是仙后座的一颗恒星，视星等为5.81，位于銀經126.3，銀緯7.65，其B1900.0坐标为赤經1h 23m 46.8s，赤緯+69° 7.65′ 0″。